# Kamienie runiczne z Jelling
Kamienie runiczne z Jelling – dwa głazy z wyrytym w X wieku tekstem w alfabecie runicznym znajdujące się w Jelling w Danii. Ze względu na swoje historyczne znaczenie głazy znajdują się na liście światowego dziedzictwa UNESCO. Na liście duńskich zabytków znajdują się na 9. i 10. miejscu pod względem liczby odwiedzających.
Pierwszy kamień postawiony został przez króla duńskiego Gorma Starego, a drugi przez jego syna Haralda Sinozębego.

## Kamień Gorma Starego (DR 41)

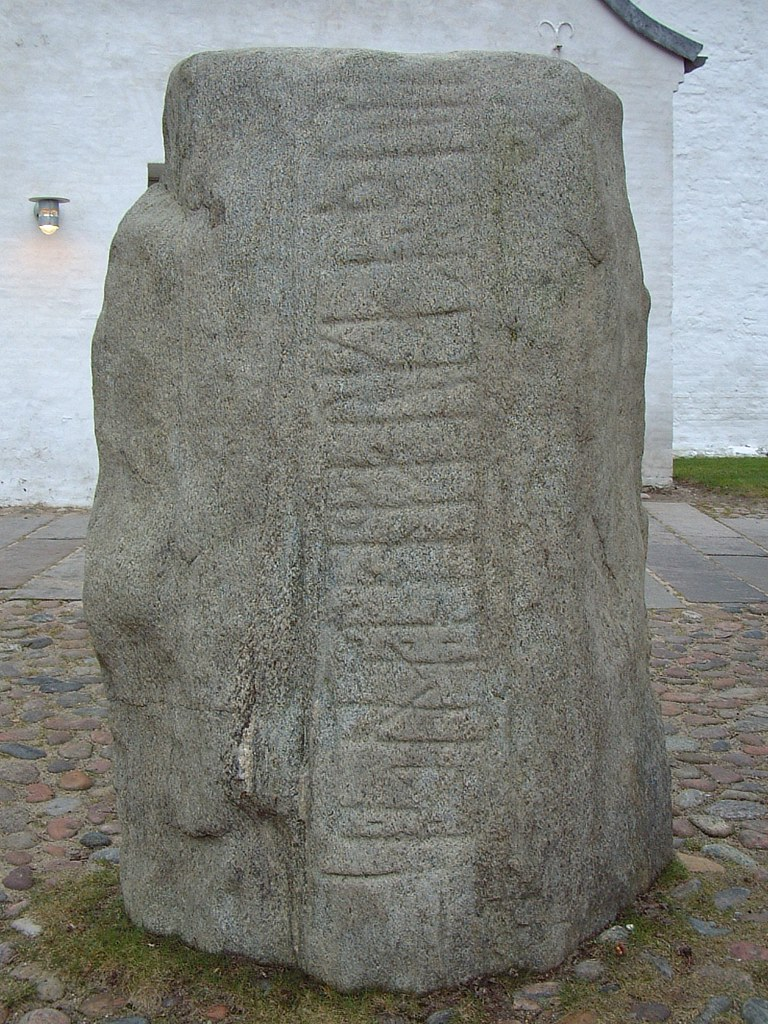
Mniejszy kamień

Starszy i mniejszy z kamieni w Jelling został postawiony około roku 955 przez pierwszego króla Danii Gorma Starego na cześć jego żony Tyry.
W tekście wyrytym na kamieniu po raz pierwszy w historii duńskiej pojawia się nazwa państwa Dania (:ᛏᛅᚾᛰᛅᚱᚴᛅᛣ:; w transliteracji TANMARKA[R] – w dzisiejszym duńskim Danmark. W szesnastoznakowym alfabecie runicznym nie znano odpowiednika litery D, stąd napis zaczyna się na T; natomiast końcowe [R] – ᛣ – to końcówka dopełniaczowa). ᛏᛅᚾᛰᛅᚱᚴᛅ oznacza graniczny las Duńczyków.
Pełna treść napisu – w transliteracji – to KURMR KUNUKR KARTHI KUBL THUSI AFT THURUI KUNU SINA TANMAKAR BUT, co oznacza „Król Gorm stawia ten nagrobek swojej żonie Tyrze, pani Danii” (przy czym tłumaczenie ostatnich słów – pani/duma Danii – jest bardzo niepewne i nie zostało ostatecznie rozstrzygnięte; według niektórych teorii określenie to dotyczy samego Gorma).
Z tekstów wyrytych na kamieniach wynikają ważne dla badaczy fakty, że Gorm był władcą całej Danii, i że Tyra zmarła przed nim.

## Kamień Haralda Sinozębego (DR 42)

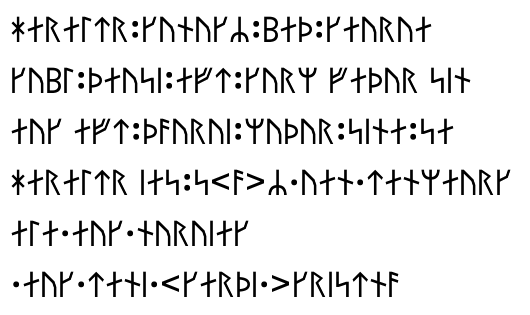
napisy na większym kamieniu

Większy głaz wzniesiony został przez króla Haralda Sinozębego około roku 965.
W transliteracji napis na kamieniu brzmi: HARALTR KUNUKR BATH KAURUA KUBL THAUSI AFT KURM FATHUR SIN AUK AFT THAURUI MUTHUR SINA, SA HARALTR IAS SAR UAN TANMAURK ALA AUK NURUIAK AUK TANI KARTHI KRISTNA – co oznacza: „Król Harald zlecił postawienie tego pomnika dla Gorma, swego ojca, i Tyry, swojej matki – ten Harald, który rządził Danią i całą Nordią i który uczynił Duńczyków chrześcijanami”.
Głaz Haralda jest wysoki na 2,43 metra i waży ok. 10 ton. Napisy i rysunki umieszczone są na całej jego powierzchni (tj. na trzech stronach).
Kamień ten nazywa się często „świadectwem chrztu Danii”. Umieszczona na nim płaskorzeźba drukowana jest dziś na wewnętrznej stronie okładki paszportów duńskich.

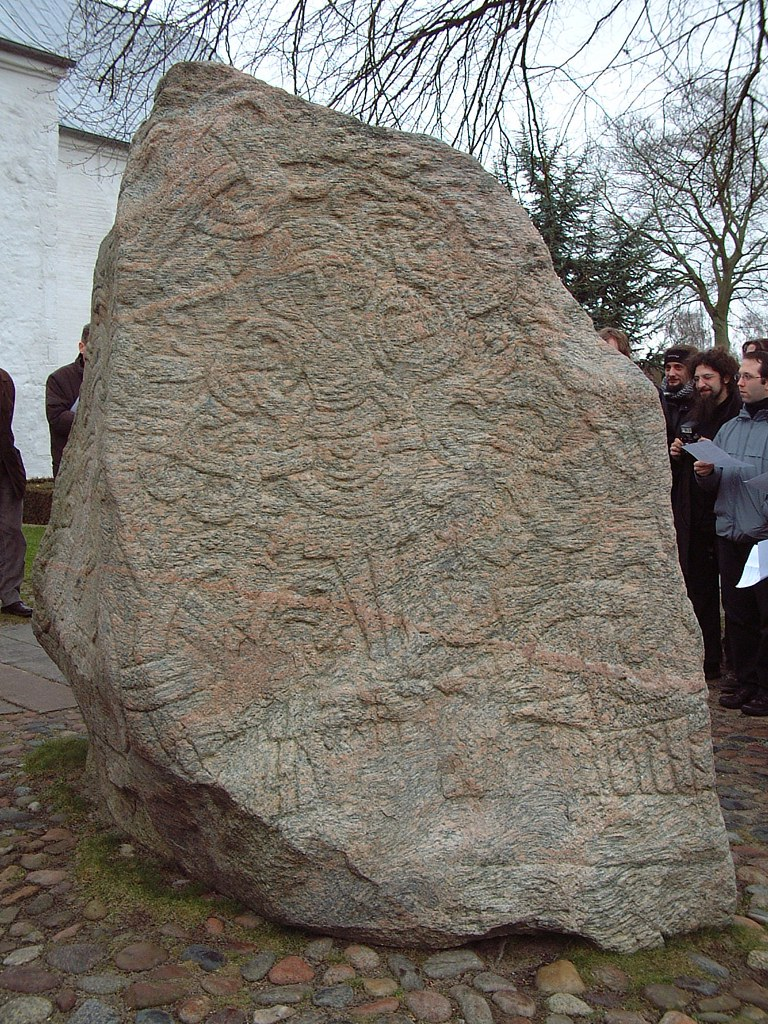
rysunek na „świadectwie chrztu Danii”
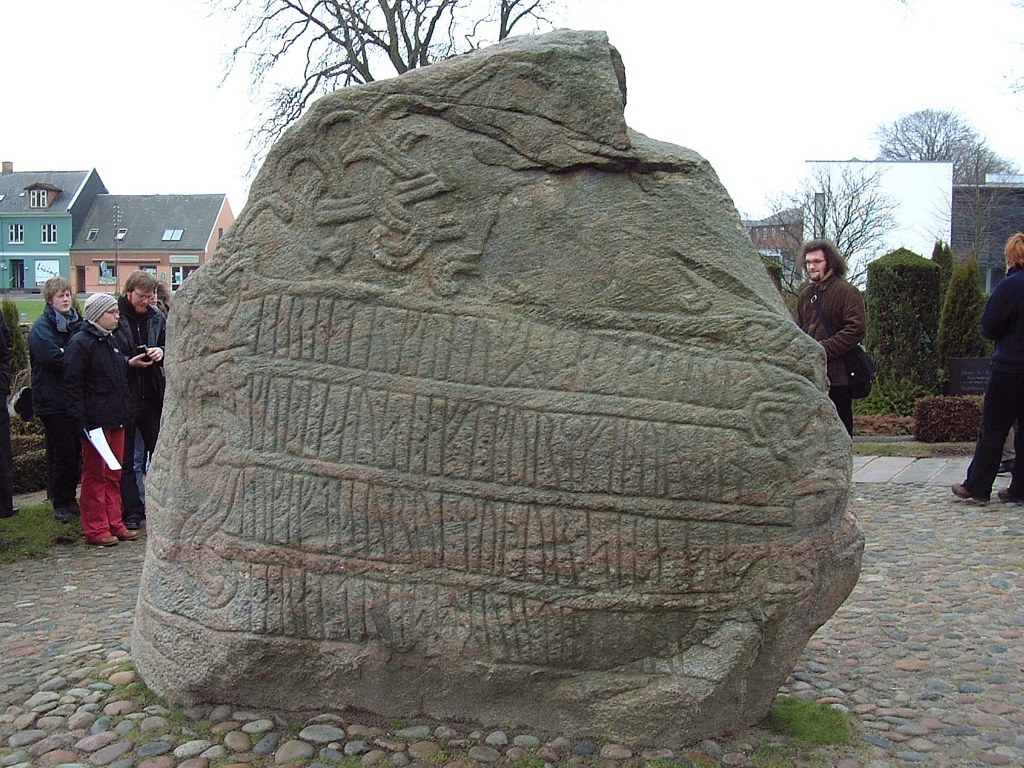
napisy na kamieniu Haralda
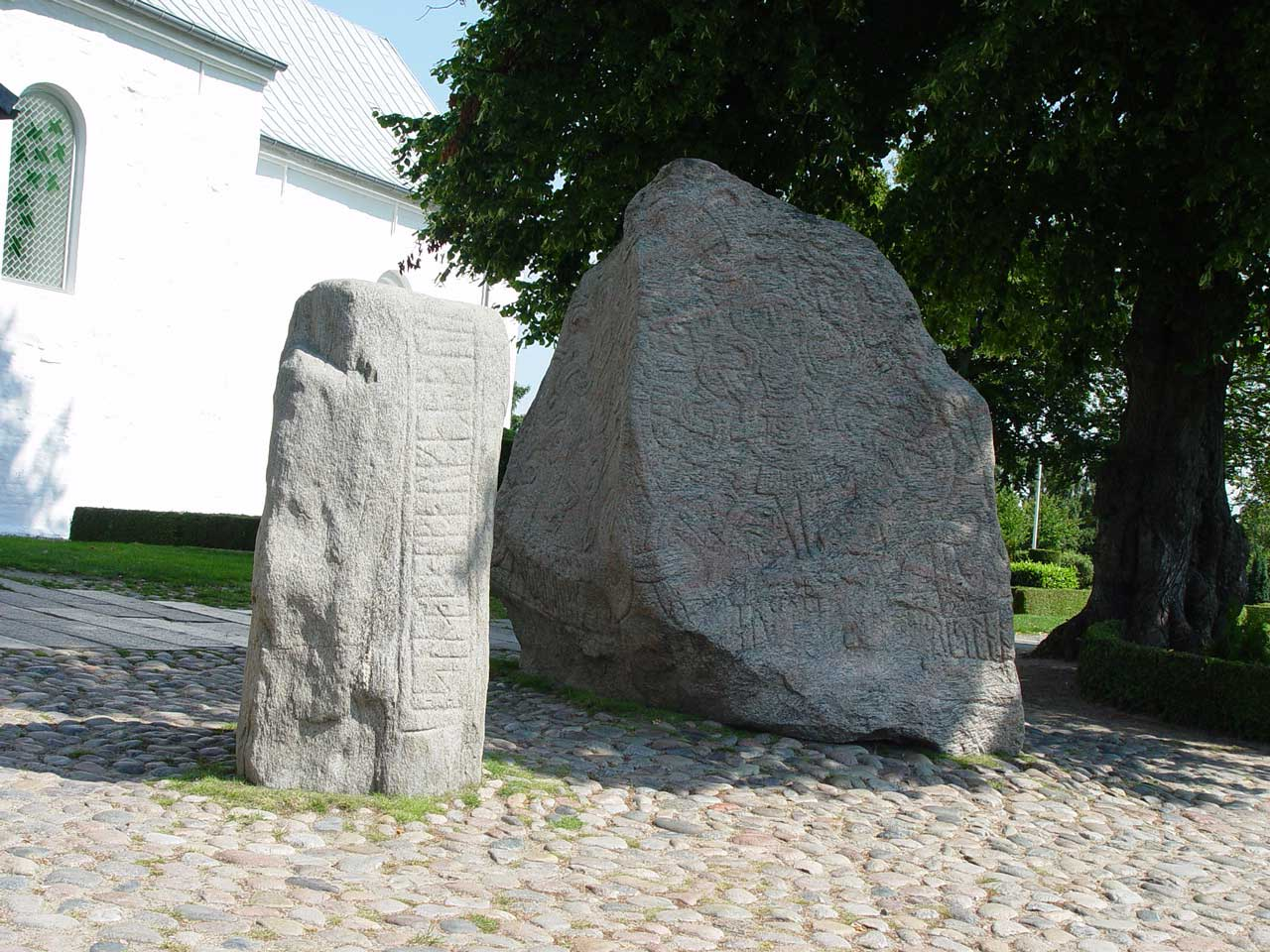
oba kamienie

## Wandalizm

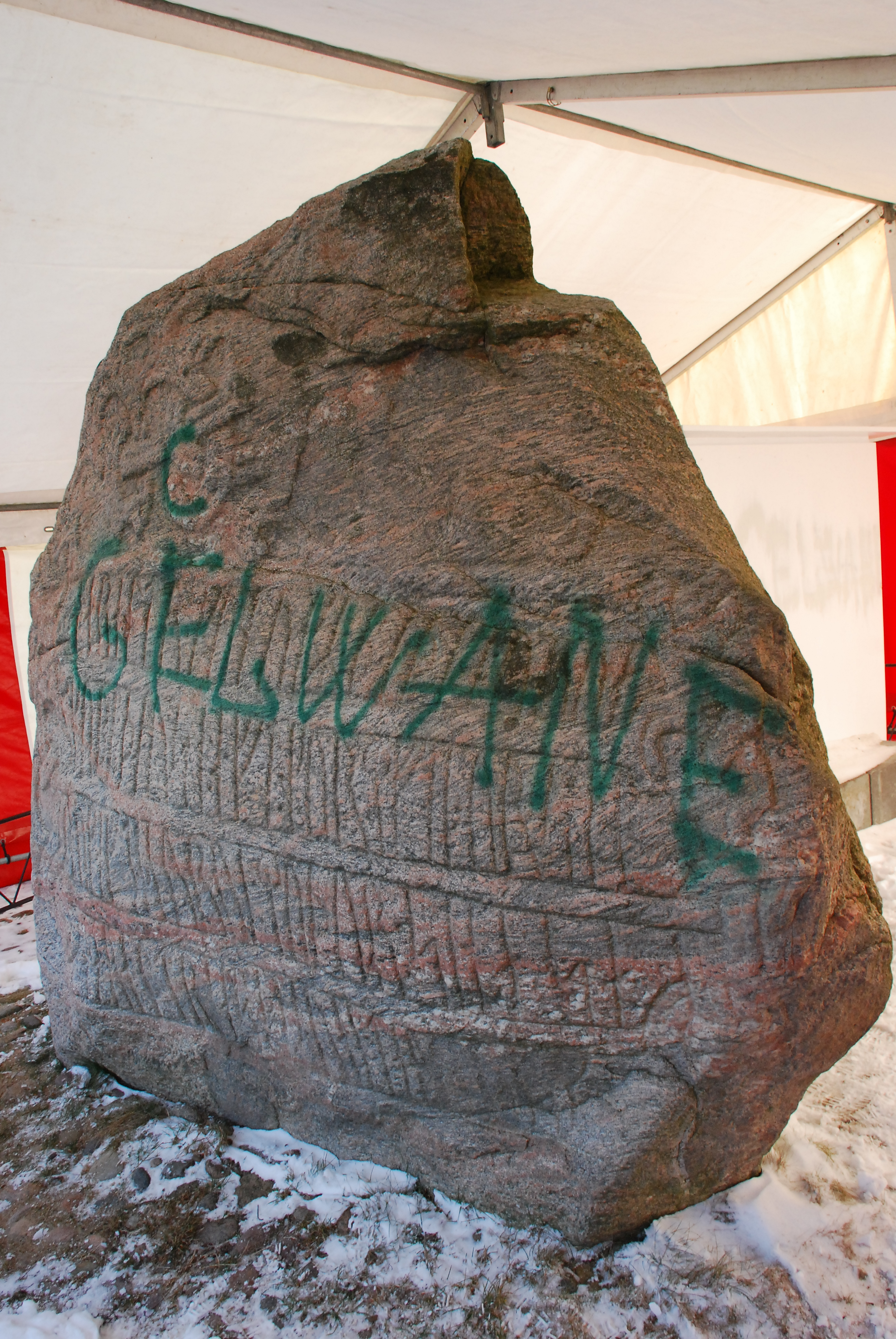
Zdjęcie zdewastowanego kamienia

W lutym 2011 roku 15-letni autystyczny chłopiec zwandalizował większy z kamieni, pisząc na nim zieloną farbą w sprayu słowo Gelwane. Chłopiec nie potrafił wyjaśnić, co oznacza to słowo. Natychmiast przystąpiono do oczyszczania kamienia. Koszty oczyszczenia zostały oszacowane przez media na od 100 do 200 tys. DKK. Aby uchronić kamienie przed kolejnymi wandalizmami oraz dalszymi niszczącymi czynnikami atmosferycznymi, po zakończeniu restauracji zostały one umieszczone w szklanych gablotach.